# Hyderabad Football Club
El Hyderabad Football Club es un club de fútbol con sede en Hyderabad, India. Compite en la Superliga de India, máxima categoría profesional del país.
El equipo fue fundado en 2019 en reemplazo del desaparecido Football Club of Pune City, una de las ocho franquicias fundadoras de la Superliga hindú. El club se asentó en Pune (Maharastra), hasta su quiebre en 2019.
Los inversionistas del club fundaron el Hyderabad F. C., y trasladaron el equipo al estado de Telangana.

## Historia

### Pune City F. C. (2014-2019)
Los orígenes del equipo se remontan a la fundación de la Superliga de India (ISL) en 2014. Los organizadores del nuevo torneo de fútbol subastaron ocho franquicias para la temporada inaugural, una por ciudad. Entre las ofertas planteadas, el actor Salman Khan y el grupo Wadhawan lograron hacerse con una plaza en Pune (Maharastra), creando así el «Football Club of Pune City». Al accionariado se sumaron el actor Hrithik Roshan y un equipo profesional italiano, la ACF Fiorentina, con el que además existió un acuerdo de cesión de futbolistas, cuerpo técnico y medios para una escuela de fútbol base.
En su primera temporada el Pune City estuvo dirigido por Franco Colomba y contó con David Trezeguet como mayor estrella, pero no logró meterse en la lucha por el título. En 2016 la Fiorentina rompió el acuerdo de colaboración, así que la franquicia se hzo con otro equipo de la misma ciudad, el Pune Football Club, para absorber su escuela de formación.
La mejor actuación del Pune City llegó en la temporada 2017-18; bajo los mandos de Ranko Popović, había logrado clasificarse para el playoff tras terminar la fase regular en cuarta posición, pero luego fue derrotado en semifinales por el Bengaluru F. C. Al año siguiente el equipo se vio afectado por las deudas y terminó en sexto lugar, fuera de la lucha por el título. Además de las denuncias de impagos de algunos jugadores, el Pune City fue sancionado durante dos ventanas de fichajes por haber intentado contratar a un futbolista sin permiso del otro club.

### Hyderabad F. C. (desde 2019)
Al término de la temporada 2018-19 la plaza del equipo fue adquirida por Vijay Madduri, un empresario de Hyderabad, y el gerente deportivo Varun Tripuraneni, quien años atrás había sido director ejecutivo del Kerala Blasters. Después de llegar a un acuerdo con la Superliga, los nuevos gestores acordaron el traslado y posterior creación de un nuevo club, el Hyderabad Football Club, a partir del 27 de agosto de 2019. Esta entidad mantuvo al cuerpo técnico y parte de la plantilla del curso anterior.

## Estadio
El Hyderabad F. C. juega sus partidos en el Estadio de Atletismo G. M. C. Balayogi, con aforo para 30 000 espectadores y césped natural.